# Juli 2021
Dit artikel geeft een chronologisch overzicht van de belangrijkste gebeurtenissen per dag in de maand juli van het jaar 2021.

## Gebeurtenissen

### 1 juli
- In meer dan veertig gemeenten in Portugal – waaronder Porto en de hoofdstad Lissabon – wordt de avondklok opnieuw ingevoerd. Reden is het oplopend aantal COVID-19-besmettingen, met vooral de deltavariant.[1]
- In verschillende steden in Turkije demonstreren in totaal duizenden vrouwen tegen het opzeggen van het Istanbul-verdrag, dat landen ertoe verplichtte om iets te doen aan geweld tegen vrouwen.[2]
- De Amsterdamse burgemeester Femke Halsema biedt namens het hele stadsbestuur excuses aan voor de rol van Amsterdam in het Nederlandse slavernijverleden.[3] (Lees verder)

### 2 juli
- Het Canadese dorp Lytton wordt vrijwel geheel verwoest door een bosbrand. In de  voorafgaande week werden hier drie temperatuurrecords na elkaar gebroken.[4]
- In Rusland worden binnen 24 uur 679 nieuwe doden als gevolg van COVID-19 gerapporteerd. Het is voor de vierde dag op rij het hoogste aantal doden door het virus sinds het begin van de pandemie. Het hoge aantal sterfgevallen is te wijten aan de deltavariant in combinatie met het lage aantal inentingen.[5]

### 3 juli
- Bij een schipbreuk in de buurt van Tunesië verdrinken volgens een Tunesische hulporganisatie zeker 43 migranten uit Libië, die onderweg waren naar het Italiaanse eiland Lampedusa.[6]
- Wereldwijd worden zeker 1500 bedrijven getroffen door een cyberaanval. De aanval wordt opgeëist door de REvil-groep, een met Rusland in verband gebrachte hackorganisatie.[7][8]Wikinieuws

### 4 juli
- Bij een ongeluk met een militair vliegtuig op het Filipijnse eiland Jolo vallen meer dan 50 doden, onder wie enkele burgers. De Filipijnse autoriteiten stellen een onderzoek naar de crash in.[9]

### 5 juli
- In de Georgische hoofdstad Tbilisi wordt het kantoor van een lhbti-organisatie bestormd en vernield, en wordt aanwezige pers gericht aangevallen door rechtsradicale activisten, net voordat er een Gay Pride Parade gehouden zou worden.[10] Er raken 53 journalisten en persmedewerkers gewond, waarvan een cameraman enkele dagen later overlijdt. Dit leidt vervolgens weer tot protesten.[11][12]
- Bij een aanval op een middelbare school in de Nigeriaanse staat Kaduna worden ca. 150 leerlingen gekidnapt. 28 van hen worden enkele weken later vrijgelaten.[13][14]

### 6 juli
- Misdaadverslaggever Peter R. de Vries wordt neergeschoten aan de Lange Leidsedwarsstraat in Amsterdam. Er worden twee verdachten aangehouden.[15]  De Vries overlijdt een week later in het ziekenhuis aan zijn verwondingen. Wikinieuws

### 7 juli
- De Haïtiaanse president Jovenel Moïse wordt in zijn woning in Port-au-Prince doodgeschoten.[16]

### 8 juli
- Het Robert Koch Instituut meldt dat de deltavariant nu de dominante variant van het COVID-19-virus in Duitsland is geworden. Inmiddels zou bijna twee derde van de coronabesmettingen door deze variant komen.[17] (Lees verder)
- De Japanse regering kondigt vanwege het stijgende aantal COVID-19-besmettingen in Tokio opnieuw de noodtoestand af tot 22 augustus.[18] Ongeveer tegelijkertijd wordt ook bekend dat er bij de Olympische Zomerspelen, die over twee weken van start gaan, toch geen publiek aanwezig mag zijn.[19] (Lees verder)

### 9 juli
- Bij een brand in een levensmiddelenfabriek in de Bengaalse stad Rupganj vallen zeker 52 doden.[20] De eigenaar van de fabriek wordt samen met zeven anderen opgepakt.[21]
- China schrapt de reuzenpanda van de lijst van bedreigde soorten. De panda krijgt nu de status van kwetsbaar. Internationaal gezien is de panda sinds 2016 niet meer bedreigd.[22]

### 11 juli
- Italië wint het Europees kampioenschap mannenvoetbal van Engeland na strafschoppen.[23]Wikinieuws
- Miljardair Richard Branson slaagt erin de ruimte te bereiken. Het ruimteschip Unity van Bransons bedrijf Virgin Galactic bereikt een hoogte van 80 kilometer hoogte, wat volgens NASA de grens van de ruimte is. Aan boord zijn ook nog twee piloten en drie andere bemanningsleden.[24]

### 14 juli
- De Europese Commissie presenteert 13 nieuwe voorstellen waarmee Europa in 2050 klimaatneutraal moet zijn.[25]

### 15 juli
- In Duitsland en België vindt op grote schaal verwoesting plaats door langdurige en intensieve neerslag. De overstromingen eisen in beide landen meer dan 200 levens. Op kleinere schaal worden delen van Nederland, Luxemburg en Frankrijk getroffen.

### 16 juli
- Van 16 juli tot en met 31 juli 2021 vindt in Fuzhou, de provinciehoofdstad van de Chinese provincie Fujian, de 44e sessie van de Commissie voor het Werelderfgoed plaats.

### 20 juli
- Miljardair Jeff Bezos heeft succesvol de ruimte bereikt. De New Shepard, het ruimtevaartuig van Bezos' bedrijf Blue Origin wist een hoogte te bereiken van 100 km en kwam daarmee boven de grens van de ruimte die, volgens NASA, 80 kilometer bedraagt. Aan boord waren behalve Bezos zelf ook zijn broer Mark Bezos, een 82-jarige oud-vlieginstructrice van NASA Wally Funk en de Nederlandse tiener Oliver Daemen.[26]

### 23 juli
- Door natuurbranden als gevolg van extreme hitte in de Siberische regio Jakoetië is meer dan 1,5 miljoen hectare land verwoest. Om de branden te bestrijden worden Russische militairen ingezet.[27]
- Door overstromingen in Centraal-China vallen zeker 51 doden. Met name de stad Zhengzhou (Henan) is getroffen.[28]
- In het Amerikaanse Surfside wordt het zoeken naar slachtoffers nadat een appartementencomplex op 24 juni instortte gestaakt. Het officiële dodental staat nu op 97, één persoon wordt nog vermist.[29]

### 24 juli
- In de Indiase deelstaat Maharashtra vallen meer dan 100 doden als gevolg van aardverschuivingen en modderstromen, veroorzaakt door extreme moessonregens. De Savitri-rivier treedt buiten haar oevers en de weg naar de stad Mahad wordt afgesneden.[30]
- Nadat op IJsland vier weken eerder alle beperkende maatregelen die golden vanwege COVID-19 waren losgelaten, wordt vanwege het opnieuw oplopend aantal besmettingen (vooral met de deltavariant) een deel van de maatregelen heringevoerd.[31]

### 26 juli
- Het Tunesische parlement wordt voor dertig dagen buitenspel gezet door president Kais Saied en premier Hichem Mechichi wordt uit zijn ambt gezet. De staatsgreep is een antwoord op massale demonstraties tegen het parlement.[32]

### 30 juli
- In Turkije vallen zeker vier doden als gevolg van bosbranden op in totaal ca. 70 plekken, onder meer bij Antalya.[33]
- In Japan worden voor het eerst sinds het begin van de coronapandemie meer dan 10.000 nieuwe COVID-19-besmettingen binnen een dag vastgesteld, onder meer bij deelnemers aan de Olympische Zomerspelen.  De noodtoestand rond Tokio wordt verlengd en de coronamaatregelen worden uitgebreid naar vier andere regio's. (Lees verder)[34]

## Overleden
<< · januari · februari · maart · april · mei · juni · juli · augustus · september · oktober · november · december · >>